# Charlot garçon de théâtre
Pour plus de détails, voir Fiche technique et Distribution.
Charlot garçon de théâtre (titre original : The Property Man) est une comédie burlesque américaine de et avec Charlie Chaplin, sortie le 1er août 1914.

## Synopsis
Charlot est accessoiriste dans un music-hall. Le spectacle du soir met en scène, entre autres, le duo de danseuses «The Goo-Goo Sisters», l'homme-fort «Garlico» et le couple de vaudeville «George Ham et Lena Fat».
Dans un premier temps, Charlot et son vieux collègue doivent faire face aux caprices des différents artistes avant et pendant les répétitions. Les deux compagnons doivent notamment transporter les lourdes malles de Garlico et gérer les jalousies dues aux attributions de loge.
Vient ensuite le moment du spectacle. Le premier numéro, celui des Goo-Goo Sisters, est mis à mal par le vieux machiniste qui rencontre des problèmes avec les rideaux, et par Charlot qui n'hésite pas à monter sur scène pour observer de plus près les deux jolies jeunes sœurs. Les numéros suivants se succèdent alors qu'une bagarre éclate en coulisses. Le spectacle se transforme alors en une véritable cacophonie que Charlot décide d'abréger en arrosant toute la troupe ainsi que le public.

## Fiche technique
- Réalisation, scénario et montage : Charlie Chaplin
- Photographie : Frank D. Williams
- Producteur : Mack Sennett
- Société de production : Keystone Film Company
- Société de distribution : Mutual Film
- Pays d'origine :  États-Unis
- Langue : film muet avec les intertitres en français
- Métrage : 150 m
- Format : Noir et blanc — 35 mm — 1,33:1 — Muet
- Genre : Comédie
- Durée : 28 minutes
- Date de sortie : 
  - États-Unis : : 1er août 1914

## Distribution
- Charlie Chaplin : l'accessoiriste
- Phyllis Allen : Lena Fat
- Alice Davenport : actrice
- Charles Bennett : George Ham, le mari de Lena
- Mack Sennett : un spectateur
- Norma Nichols : l'artiste de vaudeville
- Joe Bordeaux : le vieil acteur
- Josef Swickard : le vieux machiniste
- Harry McCoy : l'homme ivre dans le public
- Lee Morris : un spectateur
- Dan Albert : un spectateur (non crédité)
- Cecile Arnold : Goo Goo Sister (non créditée)
- Helen Carruthers : une spectatrice (non créditée)
- Dixie Chene : une spectatrice (non créditée)
- Chester Conklin : un spectateur (non crédité)
- Jess Dandy : Garlico, l'homme fort (non crédité)
- Ted Edwards : un spectateur (non crédité)
- Vivian Edwards : Goo Goo Sister  (non créditée)
- Charles Lakin : un spectateur (non crédité)
- Frank Opperman : un spectateur (non crédité)
- Fritz Schade : un chanteur (non crédité)
- Slim Summerville : un spectateur (non crédité)